# Quararibea turbinata
Quararibea turbinata är en malvaväxtart som först beskrevs av Olof Swartz, och fick sitt nu gällande namn av Jean Louis Marie Poiret. Quararibea turbinata ingår i släktet Quararibea och familjen malvaväxter. Inga underarter finns listade i Catalogue of Life.